# سيميسي سيكا
سيميسي كياو لافو سيكا (بالإنجليزية: Sēmisi Kioa Lafu Sika)‏ هو سياسي ورجل أعمال وناشط ديمقراطية تونغي ولد في يوم 31 يناير 1968، هو عضو في البرلمان التونغي منذ 2010 وأصبح رئيس وزراء تونغا المؤقت بعد وفاة رئيس الوزراء أكيليسي بوهيفا في 12 سبتمبر 2019.